# Élégance

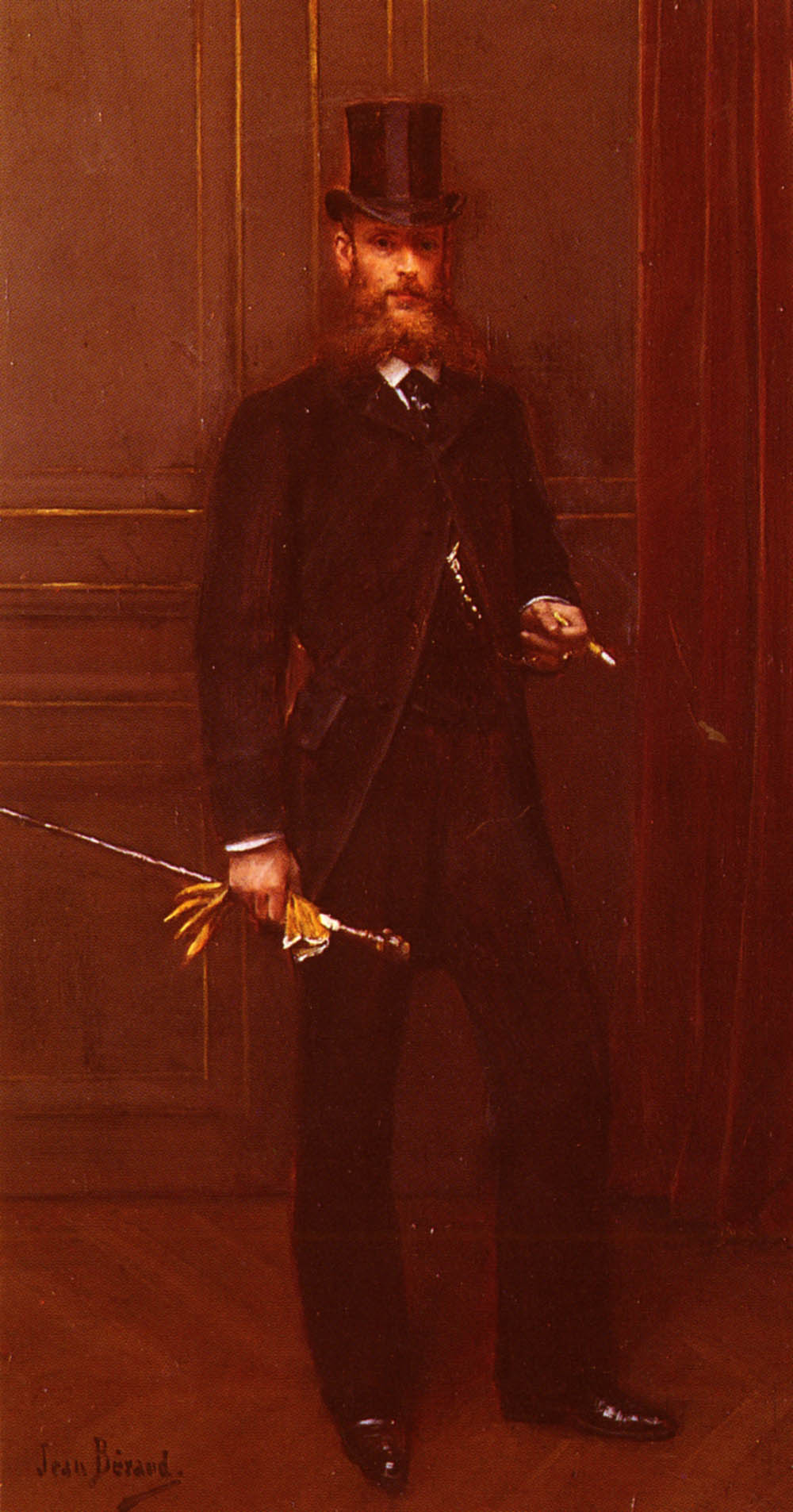
Portrait d'un homme élégant, par Jean Béraud, début XXe siècle.

L'élégance est une appréciation esthétique positive. C'est une manière d'être, de se tenir, de parler, etc. Une personne élégante « élit » (c'est-à-dire choisit) le meilleur dans le domaine de la tenue vestimentaire, de l'expression verbale ou de la conduite. 
Le terme passe aisément de la personne à l'objet choisi : une tenue ou un langage élégants. L'élégance se définit par l'économie de moyens et l'intégration des parties au tout, et s'oppose à l'ostentation, la surcharge ou la recherche de l'effet.
L’élégance est issue d’une forme d’intuition, qui peut se retrouver dans tous les domaines. Par exemple, elle est une caractéristique importante de la beauté mathématique.

## Définition
Notion commune, articulée sur ce qui va de soi, définir l'élégance est un problème philosophique et un thème littéraire.
Antoine Furetière remarquait ses rapports avec la politesse.
En 1830, Honoré de Balzac décrit la vie élégante comme le mode de vie des « hommes qui ne font rien », par opposition à « ceux qui travaillent » et « ceux qui pensent ». Cependant, le propos de Balzac est de décrire la classe des oisifs, pour laquelle la vie élégante est le moyen d'éviter l'ennui du repos absolu ; il s'abstient d'en définir les fondements.
À la fin du XIXe siècle, Paul Valéry donne l'élégance pour « l'art de ne pas se faire remarquer allié au soin subtil de se laisser distinguer ». Il est revenu sur le sujet à plusieurs reprises, écrivant « Elegantia. C’est liberté et économie traduites aux yeux. Aisance, facilité dans les choses difficiles. Trouver sans avoir l’air d’avoir cherché. Porter, soutenir, sans avoir l’air de ressentir le poids. Savoir, sans manifester que l’on a appris. Et en somme parvenir à supprimer l’apparence, sinon la réalité, du prix que les choses précieuses ont coûté ».
Renvoyant l'élégance à l'indéfinissable qui fait reconnaître celui ou celle qui partage vos choix, Paulo Coelho écrit « l'élégance n'est pas une qualité extérieure, mais une partie de l'âme qui est visible aux autres ».

## Dans la mode

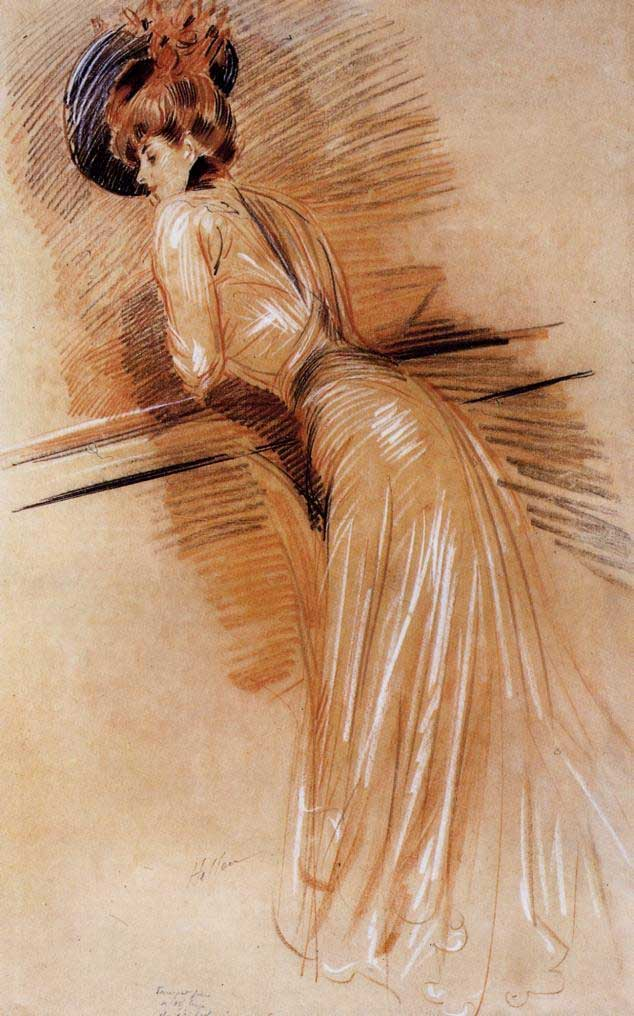
Une jeune femme élégante croquée par le Français Paul César Helleu.

Dans la vie sociale, l’élégance est la qualité de celui ou celle qui est élégant, et qui présente donc une certaine grâce harmonieuse caractérisée par la légèreté et l’aisance dans la forme et le mouvement. Dans le domaine du vêtement et de la mode, elle est l'un des objectifs les plus communs des couturiers.
Cependant, l'élégance n'est pas principalement une question de moyens. Une tenue vestimentaire indique un statut social et un état d'esprit ; une personne riche qui dédaigne une tenue qu'elle aurait les moyens d'acheter n'est pas élégante, tandis qu'une autre, qui, par l'assortiment et la retouche, tire le meilleur parti des vêtements à sa portée est indiscutablement élégante. L'uniforme peut être luxueux ; empêchant le choix, il s'oppose à l'élégance vestimentaire, ne laissant aux porteurs que celle de la posture et celle du langage.
De même, l'élégance n'est pas un style, mais une façon de s'exprimer. Le choix d'une tenue appropriée aux circonstances, « de ville », « de sport », « de soirée » est le premier de la séquence élégante. En Afrique de l'Ouest, on peut choisir une élégance européenne, ou une élégance boubou.
Une élégante est une femme apprêtée avec soin. Il en est de même pour un homme qui sera qualifié d'élégant, encore que, dans ce cas, il puisse s'agir de souligner un comportement ou une tenue manquant de naturel au point d'être affecté. Dire d'une personne qu'elle est élégante est un compliment ; la définir comme une ou un élégant est dépréciatif, sous-entendant qu'elle n'a aucune autre qualité ou préoccupation, dénonçant un caractère superficiel.

## Dans les sciences et techniques
La notion d'élégance se trouve dans de nombreux domaines spécialisés. Une solution à un problème technique, une démonstration mathématique, une écriture peuvent être élégantes, quand elles sont simples par rapport à d'autres ayant le même effet, n'utilisant que des éléments nécessaires à leur propos, « dont les éléments sont harmonieusement disposés, de façon que l’esprit puisse sans effort en embrasser l’ensemble tout en pénétrant les détails ».
Dans le style algorithmique en programmation informatique, l'élégance n'est pas l'habileté. Un algorithme habile manque souvent d'élégance, même s'il est fonctionnel et consomme peu de moyens informatiques. L'élégance est une qualité relationnelle des humains ; le code élégant est plus facile à lire et à comprendre, et donc à déboguer. L'élégance de l'écriture fait accéder au sens sans effort apparent.
On ne caractérise pas une œuvre relevant des beaux-arts comme élégante ; mais le terme se trouve pour décrire un élément du domaine de l'exécution technique, comme la composition picturale ou une ligne.

## L'élégance comme compétence
Manière de se présenter et de plaire, l'élégance est une compétence professionnelle. L'élégance professionnelle concerne non seulement l'apparence et les manières de la personne, mais encore la simplicité et la cohérence des solutions qu'elle trouve aux problèmes qu'elle doit résoudre.

## Histoire
Bien que l'élégance ne disparaisse jamais, sa valeur sociale varie. Elle est plus ou moins bien reçue dans certaines couches de la société.